# 15 ans déjà... (putain !)
Pour l'album de Joe Dassin, voir 15 ans déjà... (album de Joe Dassin).
Albums de Francky Vincent
Manzé Lola
(1988) Manzé Zaza
(1990)
15 ans déjà… (putain !) est un album de l'auteur-compositeur-interprète guadeloupéen Francky Vincent sorti en 1989 sur le label Bleu Caraïbes à l'occasion de ses quinze ans de carrière.
L'album rassemble huit de ses anciens titres, interprétés en solo ou avec son groupe des années 1970 Tabou no 2, rejoués par lui-même dans une nouvelle version.[réf. souhaitée]

## Liste des titres
| No | Titre                      | Durée |
| -- | -------------------------- | ----- |
| 1. | Bien bandé                 | 4:36  |
| 2. | Le lolo                    | 4:42  |
| 3. | Braguette d'or             | 4:29  |
| 4. | Pique-moi (la vie en rose) | 4:44  |
| 5. | Aka Marcel                 | 4:21  |
| 6. | Alé ko                     | 4:45  |
| 7. | Sans chapeau               | 4:39  |
| 8. | Te fais pas de bile        | 3:58  |

## Musiciens de l'album
- Chant : Francky Vincent
- Chœurs : Liliane Davis, Marina Albert
- Basse : Luc Léandry
- Rythmes : Eric Brouta
- Clavier : Philippe Guez
- Guitare : Rigo Star
- Trompette : Patrick Artero, Philippe Slominski
- Trombone : Glenn Ferris
- Saxophone : Jean-Pierre Solves